# Всё об убийстве
«Всё об убийстве» — детективный триллер. Не рекомендуется детям до 16 лет.

## Сюжет
Чарльз Латтимор, известный писатель, написавший скандальную книгу о способах убийства, приехал в загородный колледж, чтобы дать несколько лекций по своему творчеству. После лекции один из студентов остаётся для консультации. На следующий день его находят убитым. Первым подозреваемым становится Латтимор.

## В ролях
- Пирс Броснан — Чарльз Латтимор
- Дей Янг — Лаура Латтимор
- Энтони Короне — Майк Даулинг
- Рафаэль Сбардж — Роберт Майнер
- Ким Томсон — Франческа Лавин

## Создатели фильма
Режиссёр Билл Кондон. Сценарий Билла Кондона совместно с Роем Йохансеном.